# Gene Hatcher
Gene Hatcher est un boxeur américain né le 28 juin 1959 à Fort Worth, Texas.

## Carrière
Champion des États-Unis amateur des poids welters en 1980, il passe professionnel l'année suivante et devient champion du monde des super-légers WBA le 1er juin 1984 en battant par arrêt de l'arbitre au 11e round Johnny Bumphus. Hatcher perd ce titre dès le combat suivant face à l'Argentin Ubaldo Nestor Sacco puis et mis KO au 1er round le 30 août 1987 par Lloyd Honeyghan, champion WBC et IBF. Il met un terme à sa carrière en 1995 sur un bilan de 32 victoires et 7 défaites.